# Hrabstwo Rock (Nebraska)

Piramida wieku hrabstwa

Hrabstwo Rock (ang. Rock County) – hrabstwo w stanie Nebraska w Stanach Zjednoczonych. W roku 2010 liczba mieszkańców wyniosła 1526. Stolicą i największym miastem jest Bassett.

## Geografia
Całkowita powierzchnia wynosi 2621 km² z czego woda stanowi 7,8 km² (0,34%) .

### Miejscowości
- Bassett
- Newport (wieś)